# Agabus labiatus
Agabus labiatus là một loài bọ cánh cứng trong họ Bọ nước. Loài này được Brahm miêu tả khoa học năm 1790.

## Hình ảnh

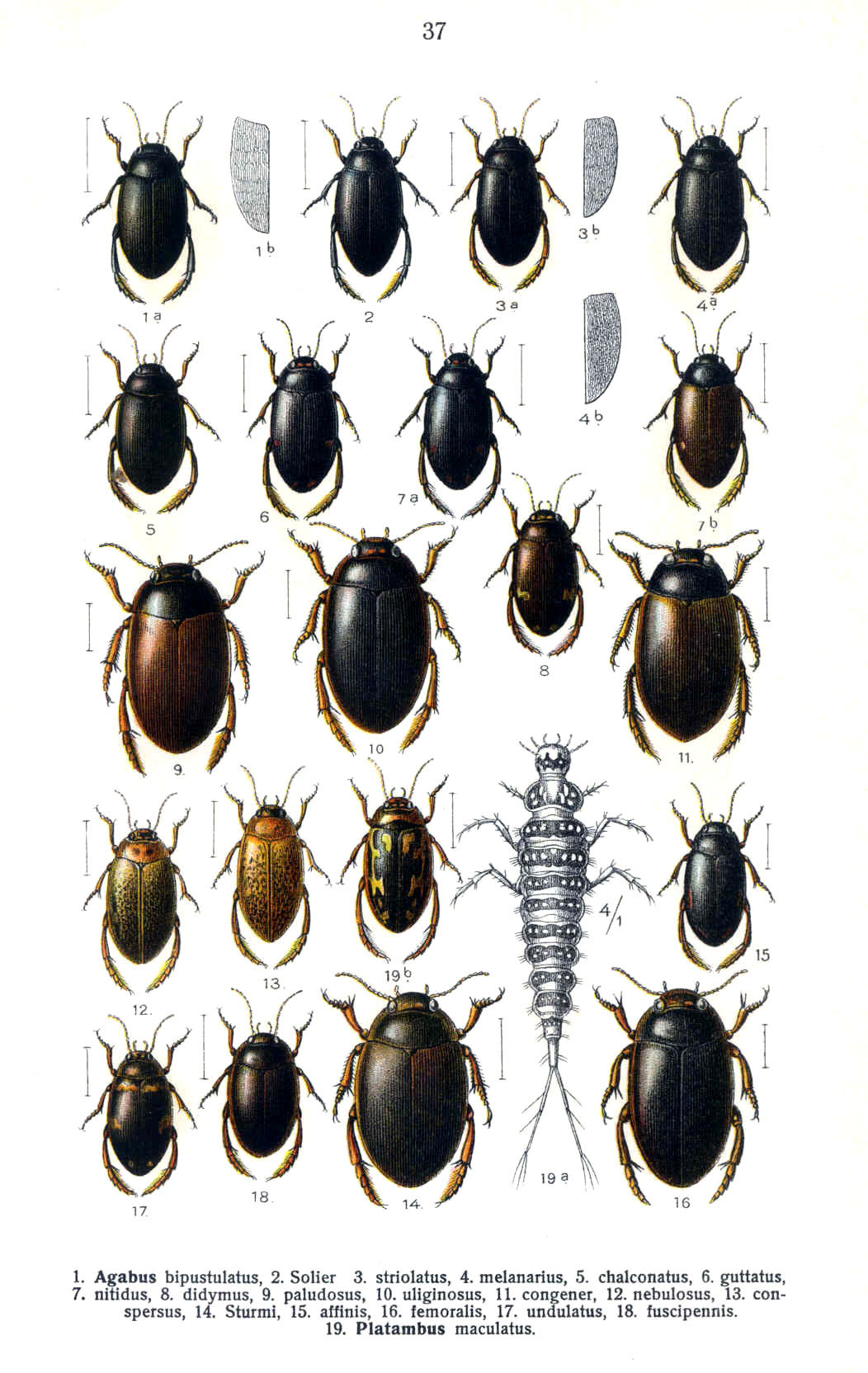
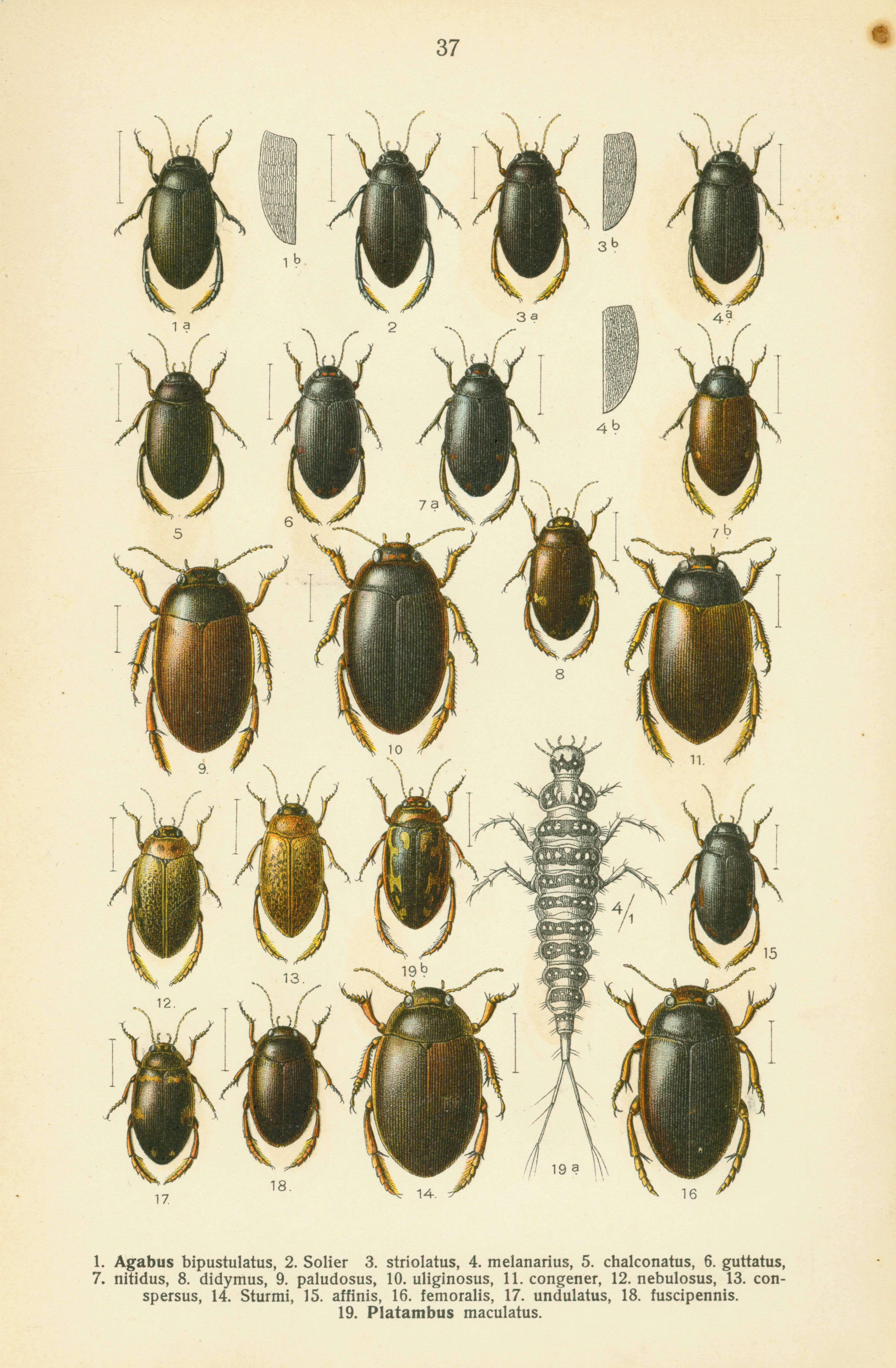